# On Again...Off Again
"On Again...Off Again" (Ligado outra vez… Desligado outra vez…) foi a canção que representou Malta na semi-final do Festival Eurovisão da Canção 2004 que teve lugar em Istambul, Turquia em 12 de Maio desse ano.
A referida canção foi interpretada em Inglês por Julie & Ludwig.
Como Malta não tinha terminado a edição de 2003 dentro do top 10, a canção foi executada na semi-final. Aqui foi a oitava a cantar na noite do festival, depois da canção de Portugal "Foi Magia" e antes da canção do Mónaco "Notre Planète". A canção terminou em 8º lugar com 74 pontos, conseguindo assim passar para a final, onde foi a sexta a cantar na noite da final, depois da canção da Sérvia e Montenegro "Lane Moje" e antes da canção do Holanda "Without You". A canção terminou em 12º lugar com 50 pontos, conseguindo assim o apuramento directo para a final de 2005.

## Autores
- Letrista: Gerard James Borg
- Compositor: Philip Vella

## Letra
Composta por Philip Vella e com letra de Gerard James Borg, a música é uma combinação de dance music e ópera. Julie começa descrevendo-se como "uma rapariga de intenção séria" e dizendo a Ludwig "Eu preciso de um pouco de atenção" sobre uma batida de dança. A resposta de Ludwig, em que ele descreve como "tudo e nada num" (provocando a pergunta de Julie "O que você quer dizer?") É entregue com um estilo tenor lírico. Ele passa a se perguntar o que o casal tem em comum mais. 
O segundo verso leva muito a mesma forma, com Julie comprometendo seu amor por Ludwig, que a descreve como "o ar, você é o amor que eu respiro" e "a magia que flui de dentro". 
A dupla canta o refrão em uníssono, descrevendo o amor como sendo "Como o ritmo da chuva" e precisando de "encontrar um fim para este jogo" de sua atração mútua. Eles descrevem os "tempos maravilhosos / Muitas elevações naturais" que eles experimentaram. 
No clímax da música, Ludwig canta (em estilo operístico) uma ponte implorando Julie para "se deparar com" o "rio entre nós" em nome do amor. O refrão é cantado novamente, desta vez mais lento e com um estilo operístico por Ludwig com Julie realizando enfeites vocais ao lírico. A dupla então junte-se em uníssono para o refrão final, que retorna ao ritmo da dança e varia a linha de abertura para "Off outra vez, de novo", o que implica que eles tenham resolvido suas diferenças. 
A canção era autobiográfico, como Julie e Ludwig eram um casal na vida real, cuja relação foi ligado e desligado. Por sua aparência Eurovision, Ludwig apareceu vestida com uma camisa branca e calças pretas, enquanto Julie usava um vestido rosa pálido impressionante.